# Lathrobium geminum
Lathrobium geminum är en skalbaggsart som beskrevs av Ernst Gustav Kraatz 1857. Lathrobium geminum ingår i släktet Lathrobium, och familjen kortvingar. Arten är reproducerande i Sverige.